# Heikki W. Virolainen
Heikki Wilhelm Virolainen, född 17 april 1936 i Helsingfors, död där 16 april 2004, var en finländsk skulptör. 
Virolainen studerade vid Konstindustriella läroverket 1956–1957 och vid Finlands konstakademis skola 1957. Han utförde bland annat kraftigt bemålade träskulpturer, däribland nya varianter av Kalevalamotiv, som Marjatta (1965) och Den korsfäste Väinämöinen (1968).  Han utförde även bland annat ett porträtt av Pentti Saarikoski (1967) och reliefen Bakteriefara (1969) i Tammerfors sjuksköterskeinstitut. Hans verk är delvis inspirerat av det av Pekka Ervast grundade teosofiska sällskapet Rosen-korset. 
Virolainen tilldelades Pro Finlandia-medaljen 1994 och Finlandspriset 1995. Han är begravd på Sandudds begravningsplats i Helsingfors.